# 卢茨·马克
卢茨·马克（德語：Lutz Mack，1952年10月9日—），德国男子竞技体操运动员。他曾获得1976年夏季奥运会男子团体全能铜牌和1980年夏季奥运会男子团体全能银牌。